# Хрвацько Полє
44°54′ пн. ш. 15°07′ сх. д. / 44.90° пн. ш. 15.11° сх. д.
Хрвацько Полє (хорв. Hrvatsko Polje) — населений пункт у Хорватії, в Лицько-Сенській жупанії у складі міста Оточаць.

## Населення
Населення за даними перепису 2011 року становило 187 осіб.
Динаміка чисельності населення поселення:

## Клімат
Середня річна температура становить 8,88 °C, середня максимальна – 22,52 °C, а середня мінімальна – -6,52 °C. Середня річна кількість опадів – 1341 мм.
| Клімат поселення                              | Клімат поселення | Клімат поселення | Клімат поселення | Клімат поселення | Клімат поселення | Клімат поселення | Клімат поселення | Клімат поселення | Клімат поселення | Клімат поселення | Клімат поселення | Клімат поселення | Клімат поселення |
| Показник                                      | Січ.             | Лют.             | Бер.             | Квіт.            | Трав.            | Черв.            | Лип.             | Серп.            | Вер.             | Жовт.            | Лист.            | Груд.            |                  |
| Середній максимум, °C                         | 5,62             | 7,20             | 10,28            | 14,25            | 18,81            | 22,21            | 22,52            | 22,20            | 18,28            | 14,04            | 8,74             | 4,59             |                  |
| Середня температура, °C                       | −0,45            | 1,12             | 4,19             | 8,17             | 12,74            | 16,14            | 18,24            | 17,92            | 13,98            | 9,74             | 4,44             | 0,30             |                  |
| Середній мінімум, °C                          | −6,52            | −4,96            | −1,88            | 2,10             | 6,66             | 10,06            | 13,94            | 13,62            | 9,70             | 5,46             | 0,14             | −3,99            |                  |
| Норма опадів, мм                              | 95               | 93               | 98               | 109              | 99               | 103              | 68               | 87               | 134              | 157              | 167              | 131              |                  |
| Середньомісячна швидкість вітру, м/с          | 2.50             | 2.61             | 2.81             | 2.68             | 2.47             | 2.29             | 2.24             | 2.20             | 2.28             | 2.43             | 2.71             | 2.71             |                  |
| Середньомісячна сонячна радіація, кДж/м²·день | 4300             | 7074             | 10480            | 14989            | 19175            | 20819            | 22656            | 19364            | 14203            | 9021             | 4761             | 3620             |                  |
| --------------------------------------------- | ---------------- | ---------------- | ---------------- | ---------------- | ---------------- | ---------------- | ---------------- | ---------------- | ---------------- | ---------------- | ---------------- | ---------------- | ---------------- |
| Джерело:                                      |                  |                  |                  |                  |                  |                  |                  |                  |                  |                  |                  |                  |                  |